# Enicospilus natalensis
Enicospilus natalensis är en stekelart som först beskrevs av Joseph Kriechbaumer 1894.  Enicospilus natalensis ingår i släktet Enicospilus och familjen brokparasitsteklar. Inga underarter finns listade i Catalogue of Life.